# Merve Tuncel
Merve Tuncel (Turquía, 1 de enero de 2005) es un nadadora olímpica turca, especialista en estilo libre. Fue olímpica tras participar en los Juegos Olímpicos de Tokio 2020 en las pruebas de 400, 800 y 1500 metros libres, así como en el relevo de 4x100 metros estilos.
Fue la abanderado de Turquía en los Juegos de Tokio 2020 junto al también nadador Berke Saka.
En 2021, durante el Campeonato Europeo Junior de natación celebrado en Roma (Italia) se proclamó triple campeona de Europa de 400, 800 y 1500 metros libres. En la prueba de relevos de 4x200 metros libres consiguió la medalla de bronce.

## Palmarés internacional
| Campeonato Europeo Junior de Natación | Campeonato Europeo Junior de Natación | Campeonato Europeo Junior de Natación | Campeonato Europeo Junior de Natación |
| Año                                   | Lugar                                 | Medalla                               | Prueba                                |
| ------------------------------------- | ------------------------------------- | ------------------------------------- | ------------------------------------- |
| 2021                                  | Roma Italia)                          | Medalla de oro                        | 400 m libre                           |
| 2021                                  | Roma ( Italia)                        | Medalla de oro                        | 800 m libre                           |
| 2021                                  | Roma ( Italia)                        | Medalla de oro                        | 1500 m libre                          |
| 2021                                  | Roma ( Italia)                        | Medalla de bronce                     | 4x200 m libre                         |